# Mastika
In Grecia, Mastika, o Mastiha, è un liquore aromatizzato al Mastice di Chios, una resina ottenuta dal lentisco. Il Mastika è un prodotto a denominazione di origine protetta dell'isola greca di Chio.
Il nome della resina e del liquore derivano dal greco "masticare, digrignare i denti".

## Produzione
La produzione del Mastika parte da una base alcolica prodotta da frutta fermentata (generalmente uva), distillazione e filtrazione attraverso le radici del lentisco. Il liquore può anche essere preparato con la resina del lentisco, per ottenere il distintivo gusto di pino.